# Дюрбеневы
Дюрбеневы (Дюрбенёвы) — древний русский дворянский род.

## История рода
Алабыш Дюрбенев дворовый дьяк (1572). Жена Кабыша Дюрбеневы ставила блюда на свадьбе короля Арцымагнуса (1575). Меньшик Дюрбенев служил в Астрахани дьяком (1591).
Сын боярский Замятня Дюрбенев упоминается (1609). Ростовский городовой дворянин Пятой Дюрбенев окладчик (1631). Иван Васильевич стряпчий (1679), стольник (1689—1692), владел населённым имением (1699).